# Alexandru C. Cuza
Alexandru C. (Constantin) Cuza, cunoscut ca și A. C. Cuza (n. 8 noiembrie 1857, Iași — d. 3 noiembrie 1947, Sibiu) a fost un profesor de economie politică la Universitatea din Iași, politician de extrema dreaptă, militant antisemit și membru titular al Academiei Române din 1936.

## Viața
Studiile primare le-a făcut în pensionul lui Anton Frey, distins pedagog german din Iași (1867–1871). Între 1871 și 1877 își face studiile secundare la Dresda, Germania, după care pleacă la Paris și, studiază la Sorbona, unde își ia bacalaureatul în litere (1878–1881). Între 1882–1886 studiază la Paris, Berlin și Bruxelles, obținând doctorate în științele politice și economice (1882) și, respectiv, în drept (1886).

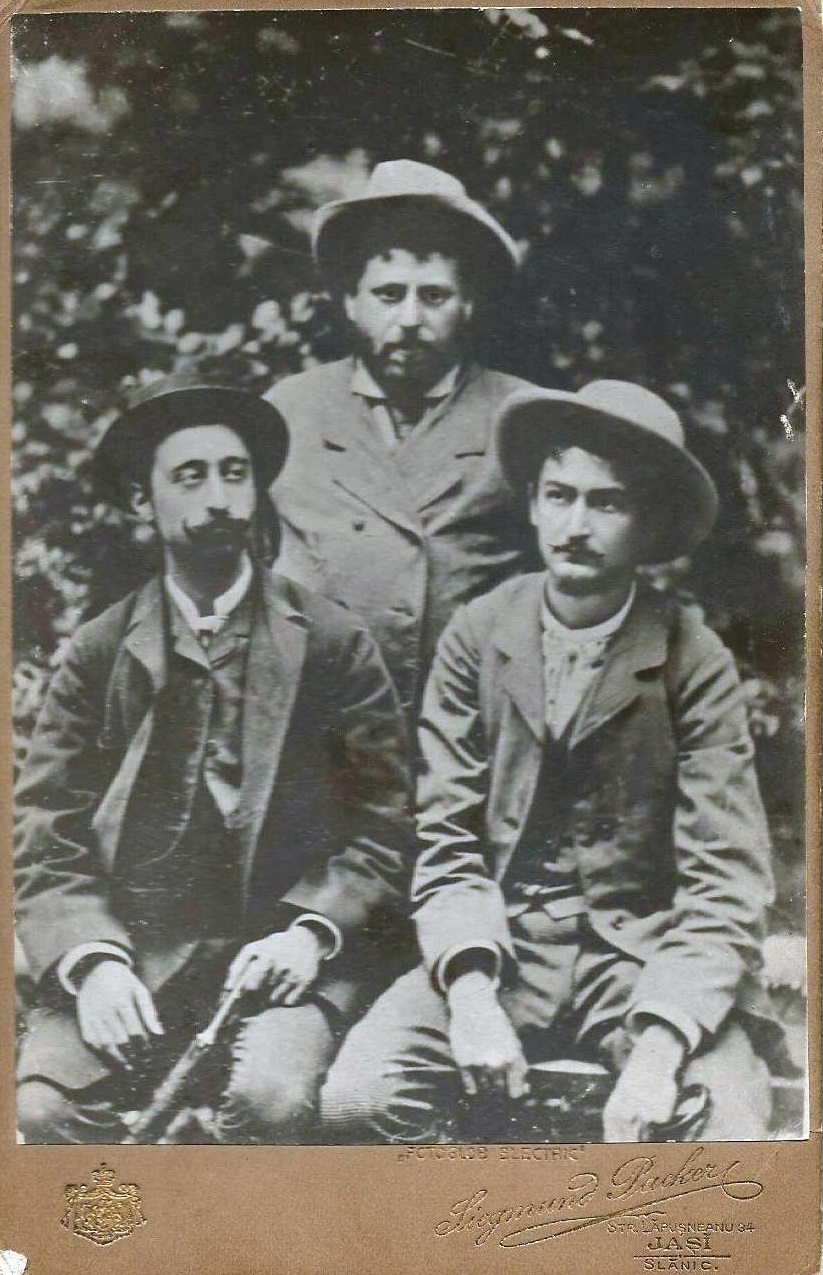
A. C. Cuza (stânga), Ion Creangă și N. A. Bogdan

Întors în țară, intră în cercul socialist al revistei Contemporanul din Iași, alături de Constantin Mille și Vasile G. Morțun, apoi colaborează cu societatea Junimea și la revista ei, Convorbiri literare. În 1890–1891, ca junimist, este ales ajutor de primar al Iașiului. Colaborează la ziarul junimist Era nouă și în perioada 1892–1895 este ales deputat de Iași, susținând naționalizarea școlilor. Apoi, trece la conservatori și este ales iar deputat, dar se retrage pentru a începe o mișcare antisemită.
În 1897 se unește cu Alexandru D. Xenopol și înființează împreună Liga contra alcoolismului și publicația Biblioteca Ligii contra alcoolismului.
Constantin Argetoianu caracteriza astfel personalitatea lui A.C. Cuza: Naționalist înfocat, xenofob ireductibil, nu putea discuta decât pe franțuzește și cum te prindea: «Mais mon cher, c'est pas possible... » Româneasca era pentru tribună, în cabinetul său de lucru domnea franțuzeasca, pe care o ducea cu dânsul, oriunde mergea. În public mânca câte un jidan la fiecare sfert de ceas, în particular n-ar fi fost în stare să vorbească unui ovrei fără cea mai desăvârșită politețe.

Steagul Ligii Apărării Naționale Creștine

.

## Activitate politică
La 27 ianuarie 1901 devine profesor universitar la Catedra de economie politică la Universitatea din Iași, între anii 1901-1927. Ani mai târziu, militantul antifascist Emanoil Socor îl va acuza pe A. C. Cuza de plagiat. În 1906 se asociază cu Nicolae Iorga și începe să colaboreze la ziarul acestuia Neamul românesc. Împreună cu Iorga înființează în 1910, Partidul Naționalist-Democrat. În 1912 lansează la Iași ziarul Unirea care aparținea noului partid.
În 1914 pledează în parlament pentru împroprietărirea țărănimii și pentru votul universal.
În 1895, împreună cu Iorga, a inițiat organizația Alianța Antisemită Universală. Se desparte de Iorga și înființează în 1922, împreună cu doctorul Nicolae Paulescu, "Uniunea Național Creștină", publicând revista "Apărarea Națională", cu svastica drept simbol. 
La 4 martie 1923 înființează Liga Apărării Național Creștine, iar la 14 iulie 1935 fuzionează cu Partidul Național Agrar al lui Octavian Goga, formând Partidul Național Creștin.
„Cel mai important lucru ține de faptul că oricît de antisemit, naționalist, neplăcut xenofob ar fi fost omul Cuza, personajul politic Cuza preferă și urmează cu consecvență o linie radical de dreapta, mai apropiată de autoritarism decît de revoluționarismul fascist al Gărzii de Fier. Diferența majoră dintre cele două formațiuni, dintre Codreanu și Cuza, ține de faptul că Cuza nu a ieșit niciodată din cadrele politice existente în România interbelică. El a mers întotdeauna pe calea luptei parlamentare, a preferat întotdeauna să se raporteze la cadrul legislativ, nu a acceptat niciodată acțiunea violentă în stradă. Sigur că au existat formațiunile paramilitare ale lăncierilor care nu au fost create de Cuza, ci de către alți membri LANC și care nu fac altceva decît să ofere o forță de sprijin în campaniile electorale împotriva formațiunilor paramilitare ale Gărzii de Fier. Cuza a fost adeptul unei linii politice mai curînd tradiționaliste decît a uneia de tip revoluționar. Îi repugna filosofia faptei, a actului politic îndeplinit în stradă prin violență și participarea maselor. În al doilea rînd, Cuza merge strict pe ideea antisemită, în timp ce aceasta la Gardă reprezintă numai unul dintre elemente și nu neaparat cel mai important dacă ne gîndim la întreaga conducere a Gărzii, nu numai la Codreanu sau Moța.”— Mihai Chioveanu, 2007
Ca parlamentar, s-a remarcat prin certuri cu politicianul social-democrat Emanoil Socor sau cu țărănistul de origine evreiască Aureliu Weiss.
O dată cu creșterea în popularitate a Mișcării legionare, similar cu majoritatea politicienilor de atunci, acesta a început treptat să-și modereze discursul, condamnând actele de violență, susținând că antisemitismul promovat de acesta este unul economic, defensiv, neviolent. Cu toate acestea, nu a renunțat la ideologia antisemită.
După instaurarea dictaturii regale, a fost consilier regal, până la abdicarea regelui Carol al II-lea.
La 23 februarie 1945 guvernul român a anulat titlul de profesor onorific al lui A.C.Cuza; la data de 6 aprilie 1945 Alexandru Cuza a fost arestat la Sibiu. 

## Decorații
- Semnul Onorific „Răsplata Muncii pentru 25 ani în Serviciul Statului” (13 octombrie 1941)[8]
- Ordinul Meritul Cultural în gradul de Ofițer, pentru litere (23 septembrie 1942)[9]

## Scrieri
- Versuri, Iași, 1887; ed. V, Vălenii de Munte, 1909
- Generația de la 1848 și era nouă,Iași, (1889)
- Monopolul alcoolului, 1894
- Lupta contra alcoolismului în România,1897
- Despre poporație. Statistica, teoria, politica ei. Studiu economic-politic (1899). Lucrarea a fost premiată de Academia Română în 1900, raportor fiind Vicențiu Babeș.
- Țăranii și clasele dirigente, 1895
- Obiectul economiei politice și însemnătatea ei (1901)
- Naționalitatea în artă (1908)
- Plagiatul poporației (1911)
- Învățătura lui Iisus, judaismul și teologia creștină (1925)
- Lupta pentru credință (1928)
- Doctrina naționalistă creștină (1924)
- Studii economice-politice, 1930

## Funcții deținute
- decan al Facultății de Drept din cadrul Universității Alexandru Ioan Cuza din Iași (1919)
- ministru de stat (28 decembrie 1937 – 10 februarie 1938)
- membru al Consiliului de Coroană (1939)